# カルナバリート

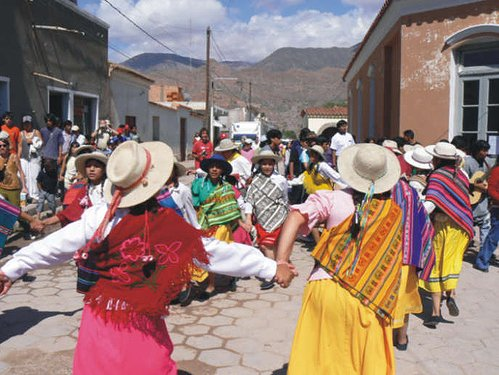
カルナバリート

カルナバリート（小さなカルナバル）とは南アメリカのアルティプラーノからプーナまでの地域の伝統的な舞踊であり、宗教的な祝祭との関係の中で実践されている。現在の舞踊の様式はインディヘナとスペインの植民地文化のシンクレティズムの表現されたものである 。
カルナバリートはスペイン人がアメリカ大陸に到達する遥か以前から踊られていた。ペルー、ボリビア東部、アルゼンチン北西部、チリ北部などで未だに踊られている。アルゼンチンではフフイ州北部とサルタ州の中央部で踊られている。音楽はケーナとボンボなどの楽器によって使用によって特徴付けられ、カルナバリートと酷似した音楽であるワイニョに起源を持っている。

## 分類
集合的な大舞踊の集団に属している。快活な舞踊であり、皆が幸せにできるような快活さと無邪気さを持ってなされなければならない。

## 振り付け
舞踊のセットであり、集団もしくは音楽のビートに合わせたステップを踏む複合的なパートナーと共に踊る。ダンサーは列になって音楽家の周りを回る。ハンカチ（もしくはリボン付のペナント）を手に持った女性もしくは男性が指揮に責任を持つ。彼らはすべて同じ詩か即興詩を歌う。